# Сарра'ел
Сарра'ел (Шарра'ел, Сарра-Ель) (*д/н — бл. 1580/1575 до н. е.) — цар держави Ямхад близько 1594—1580/1575 років до н. е.

## Життєпис
Ймовірно, син або інший родич царя Ярім-Ліма III. Близько 1600 року до н. е. під час захоплення хетами Халапу зумів врятуватися.
Між 1594 і 1590 роками до н. е. після смерті хетського царя Мурсілі I скористався розгардіяшем у Хетській державі, захопивши руїни Халапу, який став відроджувати. Намагався використати час, коли сусідні держави були послаблені, для посиленню впливу на торгівельних шляхах та над колишніми васалами. Вдалося відновити владу над Хашумом (Хассувою) і Алалахом, посилити політичний вплив в Угариті. Втім повністю відновити потугу Ямхаду не вдалося, оскільки сил для повернення колишнього політичного статусу в регіоні вже не було. Катна, Кадеш і Туніп на півдні, Каркемиш — на сході не підкорилися Ямхаду. Поступово стали набиратити хурити, незалежність яких, напевне, визнав Сарра'ел.
Панував приблизно до 1580/1575 року до н. е. Йому спадкував Абба'ел II.